# Nicole Eisenberg
Nicole Eisenberg (* 6. Februar 1939 in Paris als Nicole Vialatte) ist eine französische Malerin, die in Deutschland lebt.

## Leben
Nicole Vialatte ist die Tochter des Ingenieurs Jean Vialatte und dessen Frau Carmen Blanchard. Sie  studierte von 1955 bis 1959 Angewandte Kunst an der École Supérieure des Arts Appliqués Duperré in Paris. In den Folgejahren spezialisierte sie sich auf antike chinesische Malerei und besuchte 1962 die Académie de la Grande Chaumière. 1965 übersiedelte sie zusammen mit ihrem künftigen Ehemann Ulrich Eisenberg (1937–2009) nach München. Dort studierte sie von 1965 bis 1966 an Akademie der Bildenden Künste in der Meisterklasse von Professor Jean Deyrolle, bei dem sie sich mit abstrakter Malerei befasste.
Sie heiratete und trägt seitdem den Namen Nicole Eisenberg. Bedingt durch die berufliche Tätigkeit ihres Mannes beim deutschen Goethe-Institut, kam es in den folgenden Jahren zu mehreren Umzügen. Die erste Station war 1966 Lyon, wo ihre ersten Arbeiten in Lacktechnik und Metallfolie entstanden. Zwei Kinder wurden geboren, die Familie zog nach Bad Hersfeld und 1973 nach Göttingen. Nicole Eisenberg gründete 1974 gemeinsam mit sechs Göttinger Künstlern die Leihgalerie, die fortan im Göttinger Goethe-Institut etwa viermal jährlich Arbeiten der Galeriegründer und von weiteren Künstlern ausstellte sowie Originalarbeiten einzeln und auch als Gesamtausstellung verlieh. Das Städtische Museum Göttingen erwarb für dessen Sammlung 1974 das erste von mehreren Werken Eisenbergs.
1978 zog die Familie Eisenberg nach Buenos Aires in Argentinien; weitere Stationen waren Iserlohn, Córdoba in Argentinien, São Paulo in Brasilien und München. Seit 1991 hat Eisenberg ihr Atelier in der Iserlohner Villa Wessel. Zusammen mit weiteren Iserlohner Künstlern gründete sie die Künstlervereinigung und private Artothek Intervall, die von 1993 bis 2001 in der Villa Wessel regelmäßig Kunstausstellungen durchführte und Originalarbeiten zum Ausleihen anbot. Zu den ausgestellten Künstlern gehören unter anderem Gordon Brown, Joachim Stracke und Fernand Roda.
Eisenberg hatte mehrere Einzel- und Gruppenausstellungen in Frankreich, Deutschland, England, Polen, Ungarn, Luxemburg, Dänemark, Türkei, Argentinien und Japan.
2001 übersiedelte Nicole Eisenberg wieder nach Iserlohn, wo sie seitdem lebt. Anlässlich ihres 70. Geburtstags fand in der dortigen Städtischen Galerie eine Retrospektive ihres Werks statt.

## Werke (Auswahl)
- 2008: Blue Shadow, Plastikfolienschnipsel (ausgestellt im Lydum Art Center, Dänemark)
- 2008: Statisch geladen in Schwarzweiß, Plastikfolienschnipsel
- 2008: Statisch geladen in Rotschwarz, Plastikfolienschnipsel unter Acryl
- 2005: Implosion (auch Landschaft mit rotem Faden), Acryl und Ölfarbe, 20 x 30 cm
- 2005: Landschaft im Wind, Acryl und Ölfarbe, 20 x 30 cm
- 2005: Rebellion im Alltag, 30 x 30 cm
- 1996: Spuren, Triptychon: Acryl, Holz, Lack und Pigmente, 102 x 120 cm
- 1995: Erdbeben in Kobe, Holz, Teebeutel, Metallpigment, auf Leinwand
- 1993: Archaische Zeichen, Lack, Aluminiumfolie, Metallpigment, auf Hartfaser

## Ausstellungen (Auswahl)
Einzelausstellungen
- 2009: Städtische Galerie Iserlohn (Retrospektive)[6]
- 1996: Städtische Galerie Iserlohn
- 1987: Städtisches Museum Göttingen
- 1985: Goethe-Institut Düsseldorf
- 1985: Städtische Galerie Iserlohn
- 1983: Centro de Artes Visuales, Buenos Aires
- 1977: Städtisches Museum Göttingen

Beteiligungen
- 1993–2001: Villa Wessel, Iserlohn
- 1995: Art for Kobe. Internationale Kunstausstellung zu Gunsten der Erdbebenopfer in Japan. In Japan: Galerie Oxy und Matsuzakaya Department Store Art Gallery, Osaka; sowie in Kokura, Tokuyama und Himegi (Yomiuri Shimbun, Goethe-Institut und weitere Ausstellungsorte)
- 1993: Städtische Galerie Iserlohn
- 1990: Städtische Galerie Nyíregyháza, Ungarn
- 1988: Stadtmuseum Iserlohn
- 1986: Künstlerhaus Göttingen
- 1974–1978: Leihgalerie Göttingen, Göttingen
- 1976: Orangerie Hannover
- 1975: Art Galerie Cheltenham, England
- 1974: Museum der Stadt Kalisz, Polen